# Fresnois-la-Montagne
Fresnois-la-Montagne és un municipi francès situat al departament de Meurthe i Mosel·la i a la regió del Gran Est. L'any 2007 tenia 393 habitants.

## Demografia

### Població
El 2007 la població de fet de Fresnois-la-Montagne era de 393 persones. Hi havia 148 famílies, de les quals 28 eren unipersonals (12 homes vivint sols i 16 dones vivint soles), 48 parelles sense fills, 64 parelles amb fills i 8 famílies monoparentals amb fills.
La població ha evolucionat segons el següent gràfic:
Habitants censats

### Habitatges
El 2007 hi havia 160 habitatges, 152 eren l'habitatge principal de la família, 4 eren segones residències i 4 estaven desocupats. 159 eren cases i 1 era un apartament. Dels 152 habitatges principals, 140 estaven ocupats pels seus propietaris, 7 estaven llogats i ocupats pels llogaters i 5 estaven cedits a títol gratuït; 1 tenia dues cambres, 7 en tenien tres, 27 en tenien quatre i 118 en tenien cinc o més. 114 habitatges disposaven pel capbaix d'una plaça de pàrquing. A 51 habitatges hi havia un automòbil i a 88 n'hi havia dos o més.

### Piràmide de població
La piràmide de població per edats i sexe el 2009 era:
| Homes | Edats   | Dones |
| ----- | ------- | ----- |
| 0     | 95 o +  | 0     |
| 4     | 90 a 94 | 4     |
| 4     | 85 a 89 | 8     |
| 0     | 80 a 84 | 0     |
| 0     | 75 a 79 | 8     |
| 8     | 70 a 74 | 0     |
| 28    | 65 a 69 | 12    |
| 8     | 60 a 64 | 8     |
| 4     | 55 a 59 | 8     |
| 12    | 50 a 54 | 16    |
| 20    | 45 a 49 | 8     |
| 8     | 40 a 44 | 24    |
| 28    | 35 a 39 | 28    |
| 4     | 30 a 34 | 16    |
| 4     | 25 a 29 | 0     |
| 16    | 20 a 24 | 0     |
| 4     | 15 a 19 | 12    |
| 20    | 10 a 14 | 16    |
| 32    | 5 a 9   | 16    |
| 16    | 0 a 4   | 8     |

## Economia
El 2007 la població en edat de treballar era de 250 persones, 196 eren actives i 54 eren inactives. De les 196 persones actives 185 estaven ocupades (98 homes i 87 dones) i 11 estaven aturades (5 homes i 6 dones). De les 54 persones inactives 14 estaven jubilades, 25 estaven estudiant i 15 estaven classificades com a «altres inactius».

### Ingressos
El 2009 a Fresnois-la-Montagne hi havia 154 unitats fiscals que integraven 414,5 persones, la mediana anual d'ingressos fiscals per persona era de 18.542 €.

### Activitats econòmiques
Dels 5 establiments que hi havia el 2007, 2 eren d'empreses de construcció, 1 d'una empresa de comerç i reparació d'automòbils, 1 d'una empresa immobiliària i 1 d'una empresa classificada com a «altres activitats de serveis».
Dels 4 establiments de servei als particulars que hi havia el 2009, 1 era un taller de reparació d'automòbils i de material agrícola, 1 guixaire pintor, 1 lampisteria i 1 agència immobiliària.
L'any 2000 a Fresnois-la-Montagne hi havia 6 explotacions agrícoles que ocupaven un total de 372 hectàrees.

## Poblacions més properes
El següent diagrama mostra les poblacions més properes.